# إمارة ريغنسبورغ
إمارة ريغنسبورغ (بالألمانية: Fürstentum Regensburg) إمارة ضمن الإمبراطورية الرومانية المقدسة واتحاد الراين الذي كان قائما بين عامي 1803 و 1810. عاصمتها مدينة ريغنسبورغ، الآن في ولاية بافاريا الألمانية.
تم إنشاء إمارة لكارل تيودور فون دالبيرغ، أمير الأساقفة الإمبراطورية، ومطران ماينتس السابق، بسبب ضم الفرنسيين لماينتس نفسها بموجب معاهدة لونيفيل. تألفت معظم الإمارة الجديدة من أراضي أسقفية ريغنسبورغ الأميرية القديمة، والتي كان قد أسسها القديس بونيفاس سنة 739. وشملت الإمارة أيضاً حكم دوناوشتاوف وفورت، وهوهنبورغ، ومدينة ريغنسبورغ الإمبراطورية، ودير سانت إميرام، وديري أوبرمونستر ونيدرمونستر. احتفظ دالبيرغ أيضا بإمارة أشافنبورغ على طول نهر الماين.